# Myxexoristops grandicornis
Myxexoristops grandicornis är en tvåvingeart som beskrevs av Louis-Paul Mesnil 1957. Myxexoristops grandicornis ingår i släktet Myxexoristops och familjen parasitflugor. Inga underarter finns listade i Catalogue of Life.